# 海程
「海程」（かいてい）は、金子兜太の主宰する俳誌。

## 歴史
1962年4月、出澤柵太郎 (三太)により東京都で発行、1985年より金子兜太編集の同人誌となる。師系・加藤楸邨。創刊同人に隈治人、林田紀音夫、堀葦男など。60年代の俳壇に起こっていた伝統回帰の風潮に対し、自由で個性的な表現を目指し前衛俳句の中心誌となり、金子の提唱する「造形俳句」の実践の場として戦後俳句に影響を与えた。批評活動も活発に行い、多くの新人作家を輩出した。2018年7月発行の第544号をもって終刊となった。後継誌は2018年9月創刊の「海原」。

## 主な参加者
括弧内は各自の主宰誌、または代表を務める俳誌。退会者も含む。
- 相原左義長（「いたどり」）
- 大石雄介
- 森田緑郎
- 大井雅人（柚）
- 酒井弘司（朱夏）
- 佐藤豹一郎
- 穴井太（「天籟通信」）
- 阿部完市
- 安西篤
- 伊藤淳子
- 金子皆子
- 京武久美
- 隈治人（「土曜」）
- 毛呂篤
- こしのゆみこ（「豆の木」）
- 五島高資（「俳句スクエア」）
- 坂口涯子
- 島津亮
- 澁谷道（「紫微」）
- 塩野谷仁（「遊牧」）
- 高野ムツオ（「小熊座」）
- 武田伸一
- 田中亜美
- 月野ぽぽな
- 出澤柵太郎 (三太)
- 林田紀音夫
- 原子公平（「風涛」）
- 堀葦男
- 堀之内長一
- 水野眞由美
- マブソン青眼
- 宮崎斗士（「青山俳句工場05」）
- 八木三日女（「花」）
- 山中葛子
- 和知喜八（「響焔」）
- 岡崎万寿
- 中内亮玄（「俳諧旅団『月鳴』）

## 脚註
1. 1 2  俳句誌「海程」来秋で幕　金子兜太氏主宰、５５年の歴史朝日新聞 2017年5月20日
2. ↑  詩歌の森へ 「海程」終刊決まる＝酒井佐忠毎日新聞 2017年7月17日
3. ↑  “「海原」ウェブサイト - KAIGEN 「海原」（金子兜太「海程」後継誌）”. KAIGEN. 2019年2月26日閲覧。